# Bichelsee-Balterswil
Bichelsee-Balterswil är en kommun i distriktet Münchwilen i kantonen Thurgau, Schweiz. Kommunen har 3 044 invånare (2023).
Kommunen består av de två orterna Bichelsee (1 241 invånare) och Balterswil (1 607 invånare).